# Джессіка Парратто
Джессіка Парратто (англ. Jessica Parratto, нар. 26 червня 1994) — американська стрибунка у воду, срібна призерка Олімпійських ігор 2020 року.

## Виступи на Олімпіадах
| Олімпіада           | Дисципліна                 | Місце |
| ------------------- | -------------------------- | ----- |
| Ріо-де-Жанейро 2016 | вишка, 10 метрів           | 10    |
| Ріо-де-Жанейро 2016 | синхронна вишка, 10 метрів | 7     |
| Токіо 2020          | синхронна вишка, 10 метрів | 2     |